# 山田 (伊勢市)

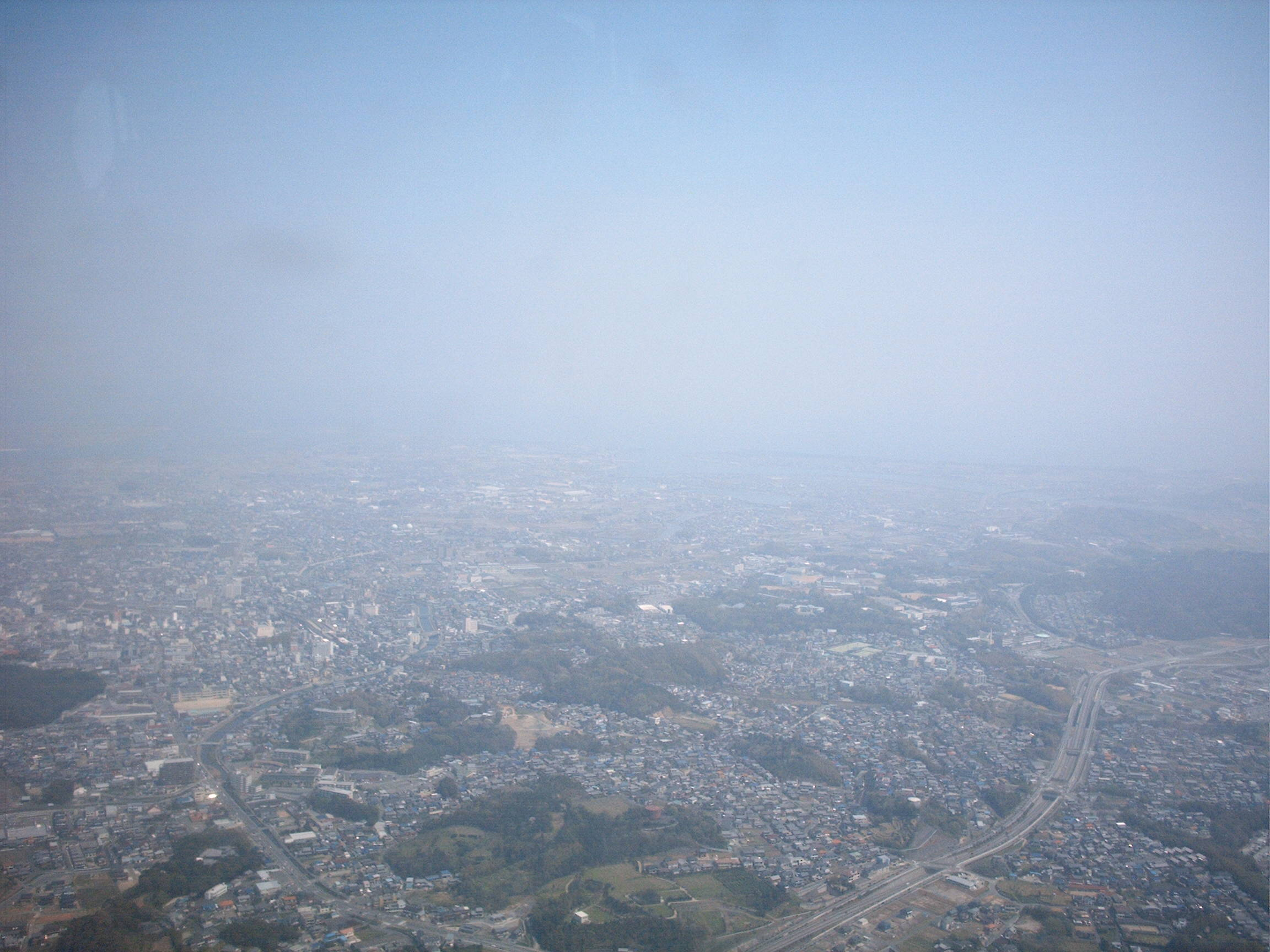
現在の山田

山田（やまだ）は三重県伊勢市の地名である。伊勢神宮外宮の鳥居前町として成熟してきた地域であり、現在の伊勢市街地に相当する。古くは「ようだ」「やうだ」などと発音した。

## 概要
宮川と勢田川に挟まれた平地に位置し、室町時代以来現在に至るまで伊勢の中心として機能している。また伊勢市駅や宇治山田駅が交通の拠点となっているほか、政治・経済等の面において広く南勢（伊勢志摩）地域の中心としての役割を担っている。
- 類似した地名に山田原があるが、これは旧神社町（宇治山田港周辺）や鹿海（かのみ）町などを含む、より広い地域概念である。

『伊勢市史』によると「山田」の範囲は以下の地区である。
※名称は1889年（明治22年）4月1日に町村制が施行され、宇治山田町が成立する以前のものである。☆は1868年（明治元年）12月に翌年の明治天皇の行幸を見越して改称された地区。
- 倭町☆ - 常明寺門前町より改称
- 尾上町（おのえ）☆ - 妙見町より改称
- 岡本町
- 岩淵町 - 現行の表記は「岩渕」が多い。
- 吹上町
- 河崎町
- 船江町
- 一之木町
- 豊川町
- 田中中世古町 - 1908年（明治41年）1月、本町に改称。
- 宮後町（みやじり）
- 一志久保町 - 1955年（昭和30年）1月、一志町に改称。
- 大世古町
- 曽祢町
- 八日市場町
- 下中之郷町 - 1931年（昭和6年）10月、宮町に改称。
- 常磐町☆ - 上中之町より改称
- 浦口町
- 二俣町
- 辻久留町（つじくる）
- 中島町
- 宮川町☆ - 中川原より改称

## 歴史

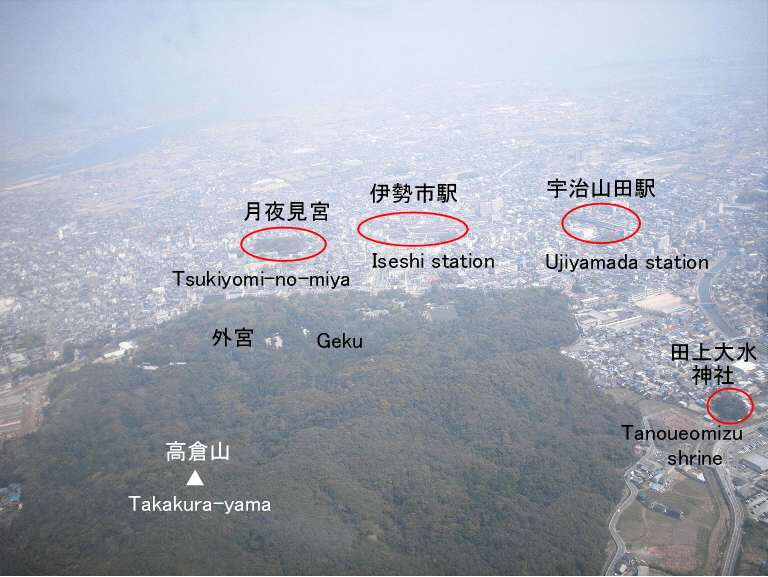
伊勢神宮外宮と山田

山田の歴史は深く、倭町で弥生時代の竪穴建物跡が発見されるなど、有史以前から人々が居住していたことが分かっている。しかし、宮川や豊川はたびたび氾濫を起こしたため、実際に定住が進み集落が形成されたのは雄略天皇22年（西暦478年）に豊受大神が山田原に鎮座して以降だと考えられている。
中世に入ると朝廷からの資金が滞るようになったことに加え、荘園勢力の台頭により山田は衰退の一途をたどることになる。そこに外宮の禰宜度会家行が現れ、伊勢神道（度会神道）を興す。これは外宮の祭神が内宮よりも神格が上であると主張するもので、山田の地位向上に大いに効果を発揮した。更に御師の活躍で全国に檀家を持つようになり、復興を果たしたと共に地理的な特性もあり、室町時代頃には内宮を擁する宇治を上回る規模に発展した。
この頃山田と宇治の対立が激化し、たびたび町や神宮が炎上していた。また、代々の神官家と新興勢力との対立・衝突も見られた。
こうして力を付けた山田には郷（村）ごとに惣が結成され、それらをまとめる団体として山田三方が組織された。山田三方は神宮と深いつながりを持つ土倉などの有力者から構成され、座の営業権などを取り決める自治組織としての役割を果たした。その規模は、堺や博多に並ぶものであったとされる。この山田三方は明治時代に近代国家が成立するまで山田の自治組織として続いた。
近世になるとお蔭参りの流行などにより、町はますます発展していった。こうした中、徳川家康は宮川以東の神領を管轄するため慶長8年（1603年）山田奉行所を山田吹上に置いた。この時代、日本の最初の紙幣（手形）と言われる「山田羽書」が発行されている。
明治時代になると伊勢神宮が国家神道の頂点とされたため神都の顔として更に発展していく。1889年（明治22年）には対立関係にあった宇治と合併して宇治山田町（うじやまだちょう）に、1906年（明治39年）には津市・四日市市に次いで三重県で3番目に市制を施行した。山田には市役所がおかれたほか、明治の初期には度会府・度会県の府庁・県庁の所在地でもあった。
神都の交通機関として、戦前までに参宮鉄道（現JR参宮線）・参宮急行（現近鉄山田線）・伊勢電（現在は廃止）が相次いで乗り入れ、それらの終点駅が山田に開業した。市内交通も発達し、神都線（路面電車）や御幸道路も整備された。
戦中には6度の空襲に遭った（宇治山田空襲）が無事復興を果たす。しかし高度経済成長期以降は全国の地方都市と同様、若年層の流出が続き、徐々に人口が減少し中心部の空洞化が進んだ。

## 現況
伊勢市唯一のデパートであった三交百貨店が2001年（平成13年）に撤退するなど衰退の色は否めない。しかし他に匹敵する規模の市が存在しないため、現在でも三重県南部最大の町の中心であることには変わりない。

### 呼称について
現在のこの地域を「山田」と呼ぶことは少なく、山田の名が残っていた山田赤十字病院も、2012年1月にミタス伊勢へ移転し伊勢赤十字病院に改称され、山田という名称が消滅した。最近は山田と呼ぶ代わりに「伊勢市街地（伊勢中心街）」や単に「市街地」と表現されたり、後述する小中学校区名で呼ばれることが多い。
- あえて「山田」と言う場合は過去（特に江戸時代）に存在した外宮の鳥居前町を指すのが一般的である。
- 「山田」の呼称が残存している例として、JR山田上口駅、近鉄山田線[8]などがある。
- ただし、現在でも遷宮や神嘗祭など、神宮行事への参加は外宮は山田、内宮は宇治に分かれて行い[9]、神嘗祭を祝う各町の会式を集約統合した伊勢まつり（実質的に山田[10]）・宇治大祭（宇治）[11]もこれを踏襲している。そのため、「山田」と呼ぶ機会は少ないものの、宇治との差異を意識する機会になっている。しかし、市町村合併により、従来の「山田」の外にも外宮の行事に参加する地域が拡大しているため、これらの地域は山田としての意識はない。

## 地域
現在の山田は、伊勢市役所の地域区分では小学校区を元にして以下のように細分される。人口は2010年8月末現在。

### 修道
以下の町以外に桜木町・中之町・古市町・久世戸町（以上宇治地区）・中村町字桜が丘（四郷地区）が含まれる。
倭町（やまとまち）
高台の住宅街。人口797人。
- 隠岡遺跡公園
- 天理教三重互助園

### 明倫
伊勢市の主要な施設が集中する。
尾上町（おのえちょう）
宇治や古市へと続く古市街道に沿った坂の町。人口545人。
- 小田橋 - 「おたのはし」と読む。
- 虎尾山

岡本（おかもと）
岩渕と並んで公的機関や金融機関が多い。1〜3丁目。人口2,136人。
- 1丁目（630人）
  - 津地方裁判所伊勢支部
    - 伊勢簡易裁判所

  - 津地方法務局伊勢支局
  - 伊勢公共職業安定所（ハローワーク伊勢）
  - 伊勢市立明倫小学校
  - 百五銀行伊勢支店

- 2丁目（843人）
  - 世義寺

- 3丁目（663人）

岩渕（いわぶち）・岩渕町（いわぶちちょう）
近鉄山田線・鳥羽線宇治山田駅を中心とした地区。かつての度会府・度会県庁があった。人口は岩渕（1〜3丁目）1,370人、岩渕町17人。
- 1丁目（658人）
  - 伊勢市観光文化会館
  - 明倫商店街（めいりん村）
  - 伊勢市役所
  - みずほ銀行伊勢支店
  - 伊勢税務署

- 2丁目（345人）
  - 近鉄宇治山田駅 - かつて伊勢市消防本部の火の見櫓としても利用されていた。登録有形文化財。
  - 宇治山田駅ショッピングセンター - 宇治山田駅ガード下の商店街。
  - 三十三銀行伊勢支店・伊勢中央支店・高柳支店

- 3丁目
  - 伊勢郵便局

吹上（ふきあげ）
伊勢の玄関口、JR東海参宮線・近鉄山田線伊勢市駅がある。1〜2丁目。人口1,345人。
- 1丁目（346人）
  - 伊勢市駅
    - 伊勢車両区

  - 世木神社
  - 伊勢シティホテル

- 2丁目（999人）
  - ぎゅーとらクックエディーズ八間通店（旧山田奉行所跡）

### 有緝
有緝（ゆうしゅう）小学校区。以下の地区以外に神田久志本町・神久（以上浜郷地区）が含まれる。
河崎（かわさき）
江戸時代には参宮客のための物資を取り引きする蔵の町として栄えた。近年、観光地として注目されている。1〜3丁目。人口1,854人。
- 1丁目（474人）
  - 英心高等学校

- 2丁目（792人）
  - 伊勢河崎商人館
  - 川の駅河崎
  - 百五銀行河崎支店

- 3丁目（588人）

船江（ふなえ）
かつては東洋紡績伊勢工場があった。跡地は再開発された。1〜4丁目。人口5,895人。
- 1丁目（1,629人）
  - ミタス伊勢 - バローを核とするショッピングセンター
  - 伊勢赤十字病院
  - 伊勢労働基準監督署
  - 三十三銀行八間通支店

- 2丁目（1,346人）
  - 伊勢市立有緝小学校

- 3丁目（1,227人）
  - ぎゅーとらハイジー店

- 4丁目（1,693人）
  - 伊勢船江郵便局

### 厚生
豊川町（とよかわちょう）
伊勢神宮外宮の鎮座する地。人口94人。
- 豊受大神宮（外宮）
  - 多賀宮
  - 土宮
  - 風宮
  - 高倉山

本町（ほんまち）
県道37号や外宮参道沿いに大手企業の支店や土産物店が立ち並ぶ。人口435人。
- 伊勢せきや本店 - 「参宮あわび」で知られる名店。

宮後（みやじり）
JRと近鉄の線路で地区が2分されている。1〜3丁目。1,996人。
- 1丁目（280人）
  - 三重交通伊勢市駅前バスターミナル（旧三交百貨店伊勢店）
  - 伊勢銀座新道商店街（しんみち） - 東部
  - 月夜見宮

- 2丁目（1,135人）
- 3丁目（581人）
  - 伊勢年金事務所

一之木（いちのき）
幹線の市道沿いに南北細長く連なる。かつては世界館と伊勢パールシネマの2つの映画館があったが、両館とも廃業している。1〜5丁目。人口2,885人。
- 1丁目（312人）
  - 伊勢市立厚生小学校

- 2丁目（263人）
  - 伊勢銀座新道商店街（しんみち） - 三重県南部最大の商店街であり伊勢市の象徴でもある。シャッター街化が進行している。

- 3丁目（715人）
  - 伊勢一之木郵便局

- 4丁目（666人）
- 5丁目（929人）
  - 伊勢市立厚生中学校

一志町（いちしちょう）
旧伊勢電の終着駅・大神宮前駅があった。人口230人。
- NTT西日本伊勢志摩ビル

八日市場町（ようかいちばちょう）
伊勢市の健康・文化の中心。人口447人。
- 伊勢市立伊勢図書館
- 伊勢市福祉健康センター
- サンライフ伊勢

大世古（おおぜこ）
世古とは伊勢の方言で「小道」のことである。1〜4丁目。人口1,367人。
- 1丁目（163人）
  - 大豐和紙工業（伊勢和紙館） - 西側

- 2丁目（270人）
  - 伊勢銀座新道商店街（しんみち） - 西側
  - 百五銀行新道支店
  - 伊勢国際ホテル

- 3丁目（354人）
  - 有限会社山村乳業

- 4丁目（580人）

曽祢（そね）
商業の町。1〜2丁目。人口1,031人。
- 1丁目（507人）
  - 伊勢高柳商店街（エスポア高柳）

- 2丁目（524人）
  - 伊勢進富座

### 早修
宮町（みやまち）
個人経営の商店が多く、市民の台所になっている。1〜2丁目。人口727人。
- 1丁目（453人）
  - 伊勢高柳商店街西側
    - 今社 - 商店街の中にある。

- 2丁目（274人）

常磐（ときわ）・常盤町（ときわちょう）
JR山田上口駅がある。人口は常盤（1〜3丁目）1,555人、常盤町294人。
- 1丁目（688人）
- 2丁目（442人）
  - 浦之橋商店街
    - うらのはしコア - 地元資本のスーパーマーケットぎゅーとらを核とする商業施設。

  - 伊勢慶友病院

- 3丁目（425人）
  - 百五銀行筋向橋支店
  - 伊勢筋向橋郵便局
  - 伊勢市立早修小学校

浦口（うらぐち）・浦口町（うらぐちちょう）
南部は徳川山と呼ばれている。人口は浦口（1〜4丁目）2,434人、浦口町17人。
- 1丁目（324人）
  - ベリー山田上口店

- 2丁目（436人）
  - 桑名三重信用金庫上口支店

- 3丁目（439人）
  - 三重県立宇治山田高等学校（山高）

- 4丁目（1,235人）

### 中島
二俣（ふたまた）・二俣町（ふたまたちょう）
宮川地区の中心。主に住宅地。人口は二俣（1〜4丁目）1,412人、二俣町301人。
- 1丁目（461人）
  - 伊勢市立中島小学校
  - 三十三銀行辻久留支店

- 2丁目（215人）
- 3丁目（510人）
- 4丁目（226人）
  - 伊勢市立宮川中学校

辻久留（つじくる）・辻久留町（つじくるちょう）
旧南島街道沿いに広がる住宅街。人口は辻久留（1〜3丁目）1,842人、辻久留町538人。
- 1丁目（442人）
  - 秋葉山トンネル - 伊勢電気鉄道の遺構。

- 2丁目（452人）
  - コメリハード＆グリーン辻久留店

- 3丁目（948人）
  - 済美学院

中島（なかじま）
宮川沿いの宅地。1〜2丁目。人口1,272人。
- 1丁目（484人）
  - 宮川堤公園

- 2丁目（788人）
  - 浅間神社

宮川（みやがわ）
南部は京町とも呼ばれる。1〜2丁目。人口956人。
- 1丁目（561人）
  - 若宮八幡宮

- 2丁目（395人）